# Salma Ferchichi
Salma Ferchichi (ur. 4 października 1980) – tunezyjska zapaśniczka walcząca w stylu wolnym. Zajęła czwarte miejsce na mistrzostwach świata w 2005. Mistrzyni igrzysk śródziemnomorskich w 2001.
Triumfatorka igrzysk afrykańskich w 1999. Zdobyła sześć złotych medali na mistrzostwach Afryki w latach 1996 - 2002. Dziewiąta w Pucharze Świata w 2001 roku.